# Vaga de tramvies
|  | Per a altres significats, vegeu «Vaga de tramvies (1957)». |

La vaga de tramvies fou el boicot que els ciutadans de Barcelona van fer a la companyia de Tramvies de Barcelona a partir de l'1 de març de 1951. El motiu inicial fou l'augment del preu del bitllet i el greuge comparatiu que s'establia amb el preu del mateix servei a Madrid, però la protesta expressava el profund malestar entre la població per les duríssimes condicions de vida de la majoria de la població d'ençà de la fi de la Guerra Civil Espanyola, alhora que representà una de les primeres manifestacions massives contra el franquisme.
Durant dues setmanes, la població es negà massivament a utilitzar el transport públic, realitzà els seus desplaçaments a peu i participà en nombroses manifestacions de protesta. L'inici de la vaga fou espontani, tot i que més tard s'hi apuntaren i li donaren suport militants de CNT, FNC, FNEC i altres; fins i tot fou detingut el dirigent del PSUC, Gregorio López Raimundo. El governador civil, Eduardo Baeza y Alegría, hi emprà la Guàrdia Civil. El 12 de març es van produir enfrontaments violents que van acabar amb morts. Finalment, tant ell com l'alcalde de Barcelona, Josep Maria Albert i Despujol, foren destituïts i la pujada de preus fou anul·lada.

## Importància històrica
Des de la Guerra Civil Espanyola, no hi havia hagut cap manifestació civil contrària al règim. Aquesta fou la primera, tot i que podria ser considerada un boicot i no una vaga. Cal remarcar que totes aquestes formes de manifestació eren activitats prohibides pel règim i motiu d'aversió segons Francisco Franco; les considerava com la llei de la selva de societats primitives. Va representar una de les primeres manifestacions massives contra el franquisme.
A Barcelona van començar a circular consignes per tal que no s'utilitzessin els tramvies, en protesta per l'augment del preu del bitllet. Augment que suposava un greuge comparatiu amb Madrid. Tot això, unit al profund malestar que hi havia entre la població per les duríssimes condicions de vida de la majoria de la població, des del final de la Guerra Civil Espanyola. Més important que la vaga en si mateixa va ser la repercussió propagandística que tingué a l'estranger.

## Contingut i suport
Durant dues setmanes, la població es va negar massivament a utilitzar el transport públic, va realitzar els seus desplaçaments a peu i va participar en nombroses manifestacions de protesta, registrant algun acte de violència amb la crema d'un tramvia.
Encara que alguns autors consideren la vaga fruit d'un moviment espontani, altres indiquen que va ser resultat de la gran tradició llibertària existent a la ciutat, tot i que més tard fou secundada per militants de CNT, FNC, FNEC i d'altres, fins i tot va ser detingut el dirigent del PSUC Gregorio López Raimundo.
| « | ... Quan va arribar el dia del boicot, l'1 de març, els tramvies van recórrer buits els carrers de la ciutat mentre es van produir incidents menors als mercats. Unes tres-centes persones, entre els quals hi havia nombrosos falangistes, van baixar per la cèntrica Via Laietana cridant: "Viva Franco!" i "¡Muera el Gobernador!". Aquest va ordenar la ràpida concentració de falangistes i alhora ha demanat que es mantinguessin en una posició discreta als Sindicats manifestant que la classe obrera havia estat tranquil·la i era millor no tocar-la...» | » |

Baeza sabia llavors que molts falangistes havien estat actuant al costat dels vaguistes fins al punt d'utilitzar els seus vehicles per transportar els vianants que donaven suport al boicot. Davant aquesta insubordinació va pretendre enfrontar el Partit contra la població, de manera que els falangistes es van negar a obeir, durant els dies 3, 4 i 5, els dictats del seu teòric cap provincial.

## Conseqüències
El conflicte es va estendre a Madrid el 2 d'abril, però l'anomenada Jornada Nacional de Protesta, organitzada per al 20 de maig, va ser un fracàs.
El Govern d'Espanya havia decidit seguir una conducta moderada quant a la repressió de les vagues i, alhora, atribuïa les mateixes davant l'opinió pública als caps del Partit Comunista d'Espanya, els quals havent fracassat en la lluita armada, havien canviat la tàctica, tractant d'utilitzar a favor seu el descontentament existent entre la classe treballadora per la continuació dels sacrificis duts a terme des de 1939.
El governador civil, Eduardo Baeza y Alegría, va utilitzar la Guàrdia Civil en durs enfrontaments que van provocar morts el 12 de març. Alhora, però, es va establir una comissió, formada pels presidents de les Cambres de Comerç (Antoni Maria Llopis Galofré i Amadeu Maristany i Oliver), el cap de la Societat Econòmica d'Amics del País (Joaquim Maria de Nadal i Ferrer), de l'Institut Agrícola Català de Sant Isidre (Josep de Fontcuberta i de Casanova),  de Foment del Treball Nacional (Pere Gual Villalbí), de la Cambra Oficial Sindical Agrària (Lluís Pascual Roca) i de la Cambra de la Propietat Urbana (Ignasi de Bufalà i de Ferrater), juntament amb representants de l'Ajuntament de Barcelona i del Sindicat Vertical, que es va reunir amb els vaguistes del 3 al 5 de març i arribà a l'acord de deixar sense efecte la pujada de tarifes.
Finalment, tant el governador civil com l'alcalde de Barcelona, Josep Maria Albert i Despujol, van ser destituïts i la pujada de preus va ser anul·lada.